# Saas-Grund
Saas-Grund est une commune suisse du canton du Valais, située dans la vallée de Saas et dans le district de Viège.

## Géographie
La commune comprend le village de Saas, les hameaux d'Unter dem Berg et de Ze Laubinu ainsi qu'une partie des hameaux de Tamatten et d'Unter den Bodmen. 

## Population et société

### Surnom
Les habitants de la commune sont surnommés d' Gnagini, soit les rongeur d'os en dialecte alémanique valaisan.

### Démographie
Saas-Grund compte 1 005 habitants au 31 décembre 2022 pour une densité de population de 41 hab/km2. Sur la période 2010-2019, sa population a diminué de −11,0 % (canton : 10,5 % ; Suisse : 9,4 %).  

## Personnalité
Bernadette Zurbriggen, skieuse alpine, est originaire de la commune.